# Scott Thomson
Scott Thomson est un acteur américain né le 29 octobre 1957 en Californie.

## Filmographie

### Cinéma
- 1982 : Parasite : Chris
- 1982 : Ça chauffe au lycée Ridgemont : Arnold
- 1983 : Horror Star : Bobo
- 1984 : Police Academy : Chad Copeland
- 1984 : Ghoulies : Mike
- 1984 : Johnny le dangereux : Charley
- 1986 : Police Academy 3 : Sergent Copeland
- 1987 : Police Academy 4 : Sergent Copeland.
- 1987 : Robocop.
- 1988 : Parle à mon psy, ma tête est malade : Klevin
- 1988 : Casual Sex? : un homme
- 1993 : Jack the Bear : un ouvrier
- 1993 : Mr. Jones : Conrad
- 1994 : Une maison de fous : Delbert Bumpus
- 1996 : Twister : Jason 'Preacher' Rowe
- 1998 : Circles : Dick Halloran
- 1998 : Jack Frost : le père de Dennis
- 1999 : Première sortie : le jeune psychopate
- 2000 : Loser : l'homme au téléphone
- 2002 : Top chronos : le père touriste
- 2012 : La Nuit des morts vivants : Re-Animation : Werner Gottshok
- 2012 : Vamps : Erik
- 2016 : Greater : Dan Huber

### Télévision
- 1981 : Ralph Super-héros : le jeune garçon (1 épisode)
- 1981 : Jessica Novak : Richie (1 épisode)
- 1982 : Hooker : Deke (1 épisode)
- 1983 : L'Île fantastique : Brian (1 épisode)
- 1989 : Day One : le chimiste
- 1989 : Rick Hunter : Danny McCann (1 épisode)
- 1989 : Star Trek : La Nouvelle Génération : Daimon Goss (1 épisode)
- 1990 : Parker Lewis ne perd jamais : M. Kornstein (1 épisode)
- 1994 : The Cosby Mysteries : un passant (1 épisode)
- 1996 : Clueless : le livreur de fleurs (1 épisode)
- 2003 : Spaghetti Family : Franco (12 épisodes)
- 2007 : Fawlty Tower Oxnard : le Major
- 2009 : Big Love : le guide touristique (1 épisode)
- 2009 : Ghost Whisperer : un homme (1 épisode)
- 2010 : True Blood : M. Rakestraw (1 épisode)